# Semjon Pawlowitsch Iwanow

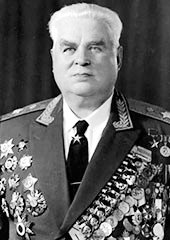
Semjon Iwanow

Semjon Pawlowitsch Iwanow (russisch Семён Павлович Иванов; * 31. Augustjul. / 13. September 1907greg. in Poretscheno, Gouvernement Smolensk, Russisches Kaiserreich; † 26. September 1993 in Moskau, Russland) war ein sowjetisch-russischer Armeegeneral und Held der Sowjetunion.

## Leben
Semjon Pawlowitsch Iwanow wurde im Dorf Poretscheno im Gouvernement Smolensk (heute im Smolenski rajon in der Oblast Smolensk) geboren. 1919 zog er nach Smolensk. 1926 trat Iwanow als Freiwilliger in die Rote Armee ein. 1929 trat er in die WKP ein, die spätere KPdSU. Seit 1936 studierte er an der Frunse-Militärakademie. Als Kommandeur des 1. Schützenkorps der 8. Armee nahm er 1939–1940 am Winterkrieg teil.

### Zweiter Weltkrieg
Zu Beginn des Großen Vaterländischen Krieges war Oberstleutnant Iwanow im Generalstab der 13. Armee im Einsatz (Westfront, Brjansker Front) und organisierte u. a. die Verteidigung in der Kesselschlacht bei Białystok und Minsk. Vom 27. Dezember 1941 bis 22. Juli 1942 war der am 13. Januar 1942 zum Oberst beförderte Iwanow Stabschef der 38. Armee an der Südwestfront. Anschließend war er bis August 1942 Stabschef der 1. Panzerarmee der Südwestfront in Kalatsch am Don. Am 14. Oktober 1942 wurde er zum Generalmajor befördert und war bis zum 9. Dezember 1942 Stabschef der 1. Gardearmee. In dieser Funktion war er an der Vorbereitung der Operation Uranus an der Stalingrader Front beteiligt. Vom 10. Dezember 1942 bis zum 30. Mai 1943 war er Chef des Stabes der Südwestfront und anschließend bis zum 20. Oktober 1943 Chef des Stabes der Woronescher Front. Vom 20. Oktober 1943 bis zum 11. November 1943 war Generalleutnant Iwanow Chef des Stabes der 1. Ukrainischen Front, danach war er Chef des Stabes der Transkaukasusfront. Vom 2. Juni 1944 bis Juni 1945 war er Chef des Stabes der 3. Ukrainischen Front.

### Pazifikkrieg
Im Pazifikkrieg war der am 19. April 1945 zum Generaloberst beförderte Iwanow Chef des Stabes des Hauptkommandos der sowjetischen Truppen im Fernen Osten. Am 8. September 1945 erhielt er die höchste militärische Auszeichnung Held der Sowjetunion.

### Kalter Krieg
Von 1948 bis Juni 1952 war Iwanow Chef des Stabes der Gruppe der Sowjetischen Streitkräfte in Deutschland.
1962 war Iwanow als Chef der Hauptverwaltung des Verteidigungsministeriums und stellvertretender Generalstabschef an der Durchführung der Operation Anadyr beteiligt, einer geheimen sowjetischen Militäroperation. In ihrem Verlauf wurden ca. 40.000 sowjetische Soldaten sowie mehrere nukleare Mittelstreckenraketen auf Kuba stationiert.
Vom 24. Mai 1968 bis Februar 1973 leitete der am 19. Februar 1968 zum Armeegeneral beförderte Iwanow die Militärakademie des Generalstabs der Streitkräfte der UdSSR "K. J. Woroschilow".

### Privates
Iwanow war mit Wera Alexandrowna Iwanowa (1912–1994) verheiratet.
1990 veröffentlichte er das Buch „Hauptquartier der Armee, Hauptquartier der Front“. 1992 wurde er aus dem aktiven Dienst in den Ruhestand entlassen. Er starb am 26. September 1993 und wurde auf dem Nowodewitschi-Friedhof in Moskau beigesetzt.

## Auszeichnungen
Beförderungen
- 13. Januar 1942: Oberst
- 14. Oktober 1942: Generalmajor
- 19. Januar 1943: Generalleutnant
- 19. April 1945: Generaloberst
- 19. Februar 1968: Armeegeneral

- Held der Sowjetunion (8. September 1945)
- 4 × Leninorden (1943, 1945, 1987)
- Orden der Oktoberrevolution (1977)
- 6 × Rotbannerorden
- Suworow-Orden I. Klasse (28. April 1945)
- Kutusoworden I. Klasse (29. Juni 1945)
- Orden des Vaterländischen Krieges I. Klasse (11. März 1985)
- Orden des Roten Banners der Arbeit (30. August 1967)
- Orden des Roten Sterns
- Orden „Für den Dienst am Vaterland in den Streitkräften der UdSSR“
- Jubiläumsmedaille „Zum Gedenken an den 100. Geburtstag von Wladimir Iljitsch Lenin“
- Medaille „Für die Verteidigung Stalingrads“
- Medaille „Sieg über Deutschland“
- Medaille „20. Jahrestag des Sieges im Großen Vaterländischen Krieg 1941–1945“
- Medaille „30. Jahrestag des Sieges im Großen Vaterländischen Krieg 1941–1945“
- Medaille „40. Jahrestag des Sieges im Großen Vaterländischen Krieg 1941–1945“
- Medaille „Für den Sieg über Japan“
- Medaille „Für die Einnahme Budapests“
- Medaille „Für die Einnahme Wiens“
- Medaille „Für die Befreiung Belgrads“
- Medaille „Veteran der Streitkräfte der UdSSR“
- Medaille „Festigung der Waffenbrüderschaft“
- Medaille „30 Jahre Sowjetarmee und Flotte“
- Medaille „40 Jahre Streitkräfte der UdSSR“
- Medaille „50 Jahre Streitkräfte der UdSSR“
- Medaille „60 Jahre Streitkräfte der UdSSR“
- Medaille „70 Jahre Streitkräfte der UdSSR“

Auszeichnungen anderer Staaten
- Legion of Merit (USA)
- Tschechoslowakisches Kriegskreuz (Tschechoslowakei)
- Ungarischer Verdienstorden (Volksrepublik Ungarn)
- Orden Tudor Vladimirescu 1. Klasse (Sozialistische Republik Rumänien)
- Orden Tudor Vladimirescu 2. Klasse (Sozialistische Republik Rumänien)
- Medaille der Waffenbrüderschaft in Gold (DDR)